# Puerto de contenedores

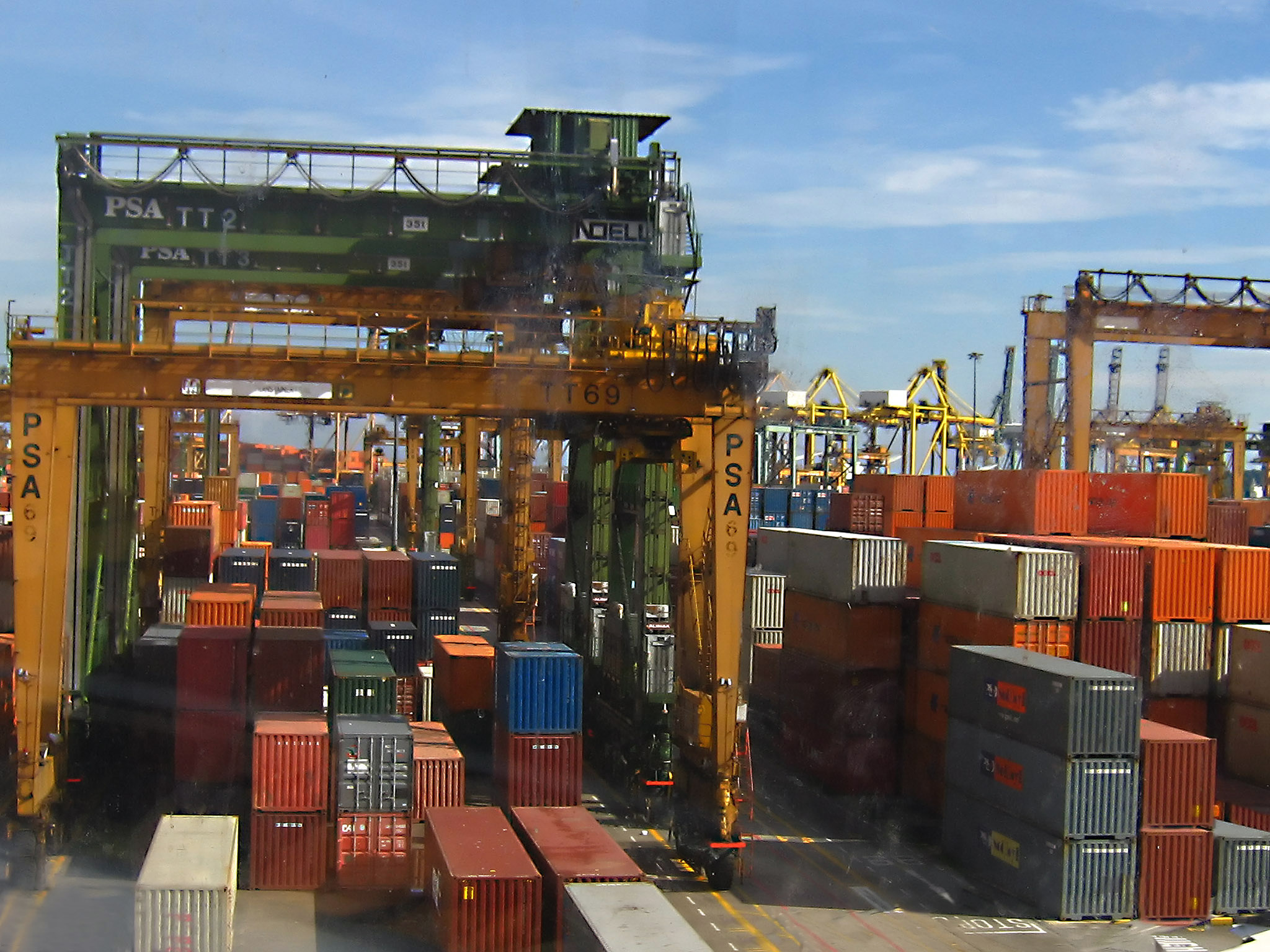
Pilas de contenedores en la terminal de contenedores de Keppel en Singapur

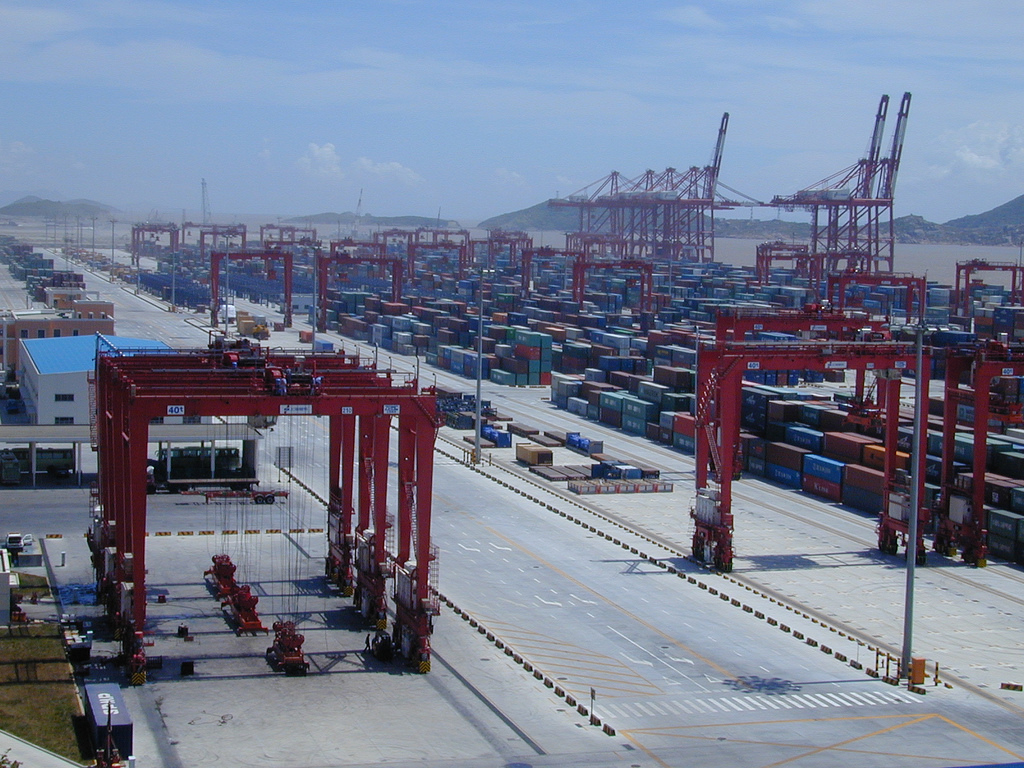
El puerto de Shanghái es el puerto marítimo de contenedores más activo del mundo

Un puerto de contenedores o terminal de contenedores es una instalación donde los contenedores de carga se transportan entre diferentes vehículos, para su posterior traslado. El transbordo puede ser entre portacontenedores y vehículos terrestres, como por ejemplo trenes o camiones, en cuyo caso la terminal se describe como un puerto marítimo de contenedores. Alternativamente, el transbordo puede ser entre vehículos terrestres, típicamente entre trenes y camiones, en cuyo caso la terminal se describe como un puerto interior de contenedores.
En noviembre de 1932, la compañía Pennsylvania Railroad abrió en Enola, Pensilvania, el primer puerto interior de contenedores del mundo.
Port Newark-Elizabeth en la bahía de Newark en el puerto de Nueva York y Nueva Jersey se considera el primer puerto marítimo de contenedores del mundo. El 26 de abril de 1956, el Ideal X fue utilizado para un experimento en el que se usaron contenedores de carga estandarizados que se apilaron y luego se descargaron en un chasis de camión compatible en Port Newark. El concepto había sido desarrollado por McLean Trucking Company y el 15 de agosto de 1962, la Autoridad Portuaria de Nueva York y Nueva Jersey abrió el primer puerto de contenedores del mundo, Elizabeth Marine Terminal.
Los puertos marítimos de contenedores tienden a ser parte de un puerto más grande, y dichos puertos marítimos suelen encontrarse situados alrededor de los principales puertos de los países. Los puertos de contenedores interiores tienden a estar ubicados cerca de las principales ciudades, con buenas conexiones ferroviarias con los puertos marítimos de contenedores.
Es común que la carga que llega a un puerto de contenedores en un solo barco se distribuya en varios modos de transporte para su entrega a clientes del interior. Según un gerente del puerto de Róterdam, puede ser una forma bastante típica de que la carga de un gran buque portacontenedores de 18.000 TEU se distribuya en 19 trenes de contenedores (74 TEU cada uno), 32 barcazas (97 TEU cada uno) y 1.560 camiones ( 1,6 TEU cada uno, en promedio).
Los puertos de contenedores marítimos y terrestres suelen proporcionar instalaciones de almacenamiento tanto para contenedores cargados como para contenedores vacíos. Los contenedores cargados se almacenan durante períodos relativamente cortos, mientras esperan ser transportados, mientras que los contenedores ya descargados y vacíos, pueden almacenarse durante períodos más largos, a la espera de su próximo uso. Los contenedores normalmente se apilan para su almacenamiento y los almacenes resultantes se conocen como pilas de contenedores.
En los últimos años se han mejorado considerablemente los avances metodológicos relacionados con las operaciones portuarias de contenedores, como por ejemplo el proceso de diseño de puertos para contenedores. Para obtener una descripción detallada y una lista completa de referencias, consulte las fuentes de investigación.

## Medicina Portuaria
En la Terminal de Contenedores de Moín en Costa Rica, el Dr. Alejandro Martínez en conjunto con el Dr. Olaf Jensen realizó un estudio sociodemográfico que se publicó en enero de 2023, en el que se muestra cuáles son las enfermedades más frecuentes por las que consultan los trabajadores portuarios, siendo los problemas musculoesqueléticos la principal queja.6

## Referencias

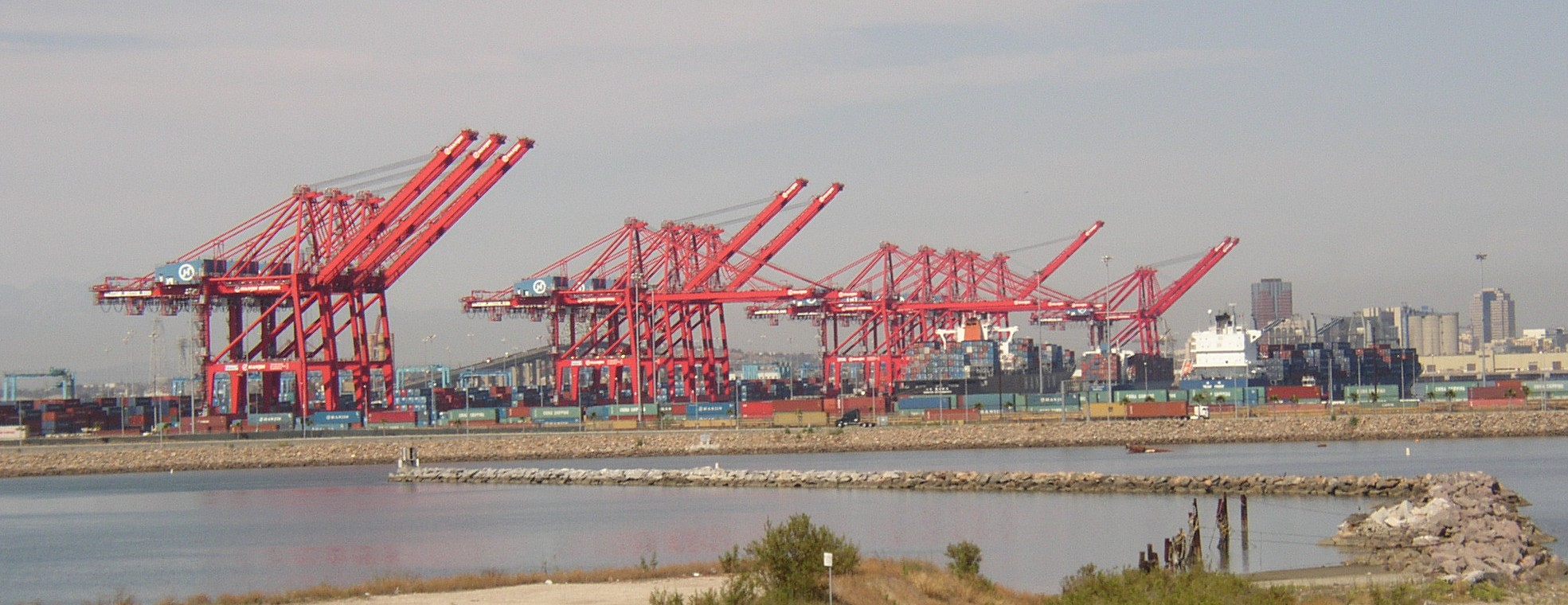
Terminal de contenedores Pier T en Long Beach, California, EE. UU., con un tren intermodal en primer plano y grúas pórtico detrás